# Holorusia incurvata
Holorusia incurvata är en tvåvingeart som beskrevs av Yang 1993. Holorusia incurvata ingår i släktet Holorusia och familjen storharkrankar. Inga underarter finns listade i Catalogue of Life.